# Dumbrava (Livezile), Bistrița-Năsăud
Dumbrava este un sat în comuna Livezile din județul Bistrița-Năsăud, Transilvania, România.

## Monumente istorice
- Biserica de lemn „Sfinții Arhangheli Mihail și Gavriil”